# Morten Rose
Morten Rose (født 7. januar 1975) er en dansk skuespiller, uddannet fra Skuespillerskolen "Holberg" i 1999.
Han har medvirket i en lang række teatre, reklamefilm, samt film og tv-serier, bl.a. Klokkeren fra Notre Dame (Cirkusbygningen 2002), Ronja Røverdatter (Cirkusbygningen 2002), Julegaven (2003), Dyrene i Hakkebakkeskoven (Portalen i Greve 2003), Skatteøen (Tivolis Koncertsalen 2004), Nattergalen (Turné med Mastodonterne 2005), Træfpunkt (Krudttønden 2006), Pyrus – Alletiders Juleshow (Vejle Musikteater 2008). På Taastrup Teater har han spillet roller som Ansgar og Poppo i forestillingen Jernbyrd. Han fik sin spillefilmsdebut i Otto Rosings Nuummioq i 2009. Forinden havde han medvirket i Jacob Bitsch's afgangsfilm Der er ingen ende på Vejle samt i flere kortfilm. Han har desuden medvirket i den norske tv-serie Berlinerpoplene (2006-08) - I 2012 spillede han med som biskoppens faster Elsa i Det kgl. teaters opsætning af Fanny og Alexander. I 2014 var han med i julekalenderen Tidsrejsen.

## Filmografi
- Der er ingen ende på Vejle (kortfilm, 2007)
- Nuummioq (2009)
- Submarino (2010)
- Skrivesperre og kunstneriske ambisjoner & om en hund som må bøte med livet på grunn av summen av de to (kortfilm, 2011)
- A Practician, a Prophet & a Poor Wretched Soul (novellefilm, 2012)
- Patienten (kortfilm, 2012)
- Uskyldig (2015)
- Kollektivet (2016)
- Antboy 3 (2016)
- Fuglene over sundet (2016)
- Gælden (2017)
- Redbad (2018)
- Kursk (2019)

### Tv-serier
- Humorakademiet (2004)
- Det vildeste westen (2005)
- Berlinerpoplene (2007)
- Buzz Aldrin, hvor ble det av deg i alt mylderet? (2011)
- Tidsrejsen (tv-julekalender, 2014)